# Don't Look Back (DON'T LOOK BACKの曲)
Don't Look Back（ドント・ルック・バック）は、DON'T LOOK BACKの1枚目のシングル。1998年4月29日にZOOTRECから発売された。

## 解説
織田哲郎の新しいバンドによるデビューシングル。唯一のInstrumental収録およびオリコンチャート100位にランクイン楽曲。
表題曲のミュージック・ビデオは堤幸彦による。

## 収録曲
- 作詞・作曲：織田哲郎／編曲：DON'T LOOK BACK

1. Don't Look Back
2. TRUE LOVE
3. Don't Look Back（Instrumental）

## 参加ミュージシャン
- 生沢佑一（TWINZER） - コーラス(#2)
- 栗林誠一郎 - コーラス(#2)